# Пасиан Барселонский
Пасиан (Пациан, Патиан, Пакиан; лат. Pacianus, Patianus; умер в 390) — святой, епископ Барселонский (365—390). День памяти — 9 марта.

## Начало служения
Считается, что святой Пасиан родился ок. 310 года в Барселоне или в одном из расположенных поблизости от города селений. Он происходил из состоятельной римской семьи и в молодости получил классическое образование. До принятия священного сана Пасиан был женат и имел сына — Луциуса Флавия Декстера, занимавшего, впоследствии, должности префекта претория во время правления императора Гонория.
В 365 году Пасиан стал епископом Барселоны.
Святитель получил известность далеко за пределами Тараконской Испании благодаря своим литературным трудам и считается первым церковным автором, жившим на территории современной Каталонии, чьи произведения, благодаря их широкому распространению, сохранились до наших дней. За твердое исповедание и отстаивание христианской веры, он был почитаем и на Западе, и на Востоке, как один из Отцов Церкви.

## Богословские труды
Св. Пасиан Барселонский является автором нескольких произведений, написанных на латыни и сохранившихся до наших дней.
К ним относятся:
- три письма Симпрониану;
- небольшая работа под названием «Paraenesis ad Poenitentiam или Призыв к покаянию»;
- проповедь «О Крещении».

### Три письма Симпрониану
В 373 году, будучи епископом Барселоны, святой Пасиан вступил в переписку с жившим в окрестностях города и многими почитаемым за праведность жизни человеком по имени Симпрониан. Симпрониан был последователем монтаниского учения и придерживался поначалу донатизма, а с возникновением новацианства присоединился к этому расколу. По учению Новациана, так как Церковь есть общество святых, все падшие и соделавшие смертные грехи после крещения, должны быть извергаемы из неё и ни в каком случае не могут быть принимаемы обратно. Церковь не может прощать тяжких грешников; если же она их прощает и принимает обратно, то сама делается нечистой, перестаёт быть святой. Свое общество, в которое не принимались тяжкие грешники, а отщепенцы от Церкви принимались не иначе как через перекрещивание, новациане называли обществом кафаров (от καθαοί—"чистые").
Симпрониан отправил святому Пасиану письмо, в котором осуждал Церковь за то, что она через таинство покаяния воссоединяет с собой всех раскаявшихся, не зависимо от тяжести совершенных ими грехов.
Святой Пасиан ответил Симпрониану тремя посланиями, разъясняющими учение Церкви по этому вопросу:
Первое из этих посланий, Святой Пасиан начинает с перечисления всех основных ересей: от Симона волхва до новациан, и, задав Сипрониану вопрос, какому же из перечисленных учений нужно последовать, тут же сам отвечает призывом к раскольнику отложить всякое упрямство, угодное врагу Истины, и с вниманием и послушанием последовать учению Церкви.
Далее, напомнив притчи о потерянной драхме, о потерянной овце и о блудном сыне, Пасиан добавляет: «Бог всегда милует грешников, если они приносят покаяние. Но ты можешь сказать, что только один Бог и может это сделать. Это правда; но то, что Он делает через своих священников, делается по Его воле. О чем Он говорит своим апостолам?
Истинно говорю вам: что вы свяжете на земле, то будет связано на небе; и что разрешите на земле, то будет разрешено на небе (Мф. 18.18) Дано ли право связывать и разрешать всем людям? Или оно дано только апостолам? Апостолам было поручено крестить и преподавать дары Святого Духа, дабы очистить все грехи крещаемых. Поэтому, если сила крещения и преподачи даров Святого Духа, которые являются гораздо большими дарами, перешли от апостолов к епископам, то и сила связывать и разрешать также перешла к ним».
Первое свое послание Пасиан заканчивает такими словами: "…прощение после принесенного покаяния даруется раскаявшимся не сразу, но бывает только после явной на то воли Божией, или же в случае смертельной болезни; после тщательной и строгой проверки, после многих стонов и пролития слез; после молитвы всей Церкви. Ибо прощение невозможно без истинного покаяния и никто не избежит суда Христова.
Получив от Симпрониана ответ, святой Пасиан пишет ему во втором послании, что часто преподаваемое лекарство может показывается горьким: «Как бы ты мог быть оскорблен моим перечислением ересей, если бы сам не были еретиком? Хорошо еще, что ты согласился с именем Соборный, если бы ты и от него отказался, то уже одно это свидетельствовало бы против тебя».
Далее Пасиан пишет, что последователи святого Киприана никогда не называли себя Апостатиками или Капитолинсами, или какими-то еще именами, но всегда назывались именем Соборные, которого новациане, при всем своем желании, никогда бы не смогли получить, и навсегда останутся известными именно под именем новациан.
Он так же пишет о том, что римские императоры преследовали новациан своей собственной властью, а не по инициативе церкви. «Ты пишешь, что я гневаюсь. Помилуй Бог. Я, как пчела, которая иногда защищает свои мед с помощью жала».
Пасиан от лица Церкви удостоверяет мученический подвиг святителя Киприана и отрицает, что Новициан когда-либо страдал за веру, объясняя, что никто, будучи вне Церкви, не может сподобиться мученического венца.
В своем третьем послании Пасиан опровергает заблуждение Новициана о том, что, якобы, Церковь не может простить смертный грех, совершенный после крещения. Он пишет: «Моисей, апостол Павел, Христос, все проповедовали милость к падшим. Кто же изменил это учение? Новациан. Но когда? Сразу после Христа? Нет. Почти триста лет спустя, во времена царствования Декия. Имел ли он каких-либо пророков, возвещавших об этом учении? Было ли ему откровение? Имел ли он дар языков? Он пророчествовал? Он мог воскрешать мертвых? Ибо он должен был иметь все эти дары, для того, чтобы вводить новое евангелие. Нет. Апостол Павел в Послании к Галатам запрещает вносить нововведения в веру, даже если они получены от ангела. Ты пишешь, давайте спорить и отстаивать свои точки зрения. Но я в безопасности; согласен с учением и традициями Церкви. Мне не нужно искать и выдумывать никаких других аргументов».
Пасиан пишет о том, что Церковь свята, несмотря на то, что об этом думает Симпрониан, и не может погибнуть от того, что среди ее членов находятся грешники. Ибо добрые всегда жили среди нечестивых. А тот, кто вносит разделение, разрывает ризы Христовы.
Симпрониан возражал, что принимая согрешивших в Церковь, епископы тем самым поощряют грех. Святой Пасиан отвечает на это: «Не я, но только Бог, который и стирает грех в крещении, и не отвергает слезы кающихся. Что я делаю, то делаю не от своего имени, но от Господа. Посему, крестим ли мы, или привлекаем к покаянию, или даем прощение кающимся, мы делаем это с разрешения Христа».
Далее, святой Пасиан показывает, что именно учение Новациана поощряет грех, повергая согрешившего человека в отчаяние, в то время как принесенное покаяние напротив — врачует духовные недуги.
Может ли Христос оставит тех, кого он выкупил столь дорогого ценой? Может ли дьявол поработить, а Христос не освобождает своих слуг? Пасиан вспоминает отречение апостола Петра, после того как тот уже был крещен, и неверие апостола Фомы, после уже совершившегося Воскресения Господа, омытых слезами покаяния.
Приводя примеры из Священного Писания, Пасиан призывает Симпрониана вернуться в Соборную Церковь, ибо Истинная Церковь не может быть ни отделенной частью, ни чем-либо новым. «Если она началась до нас, если она созидалась, до нас, если она никогда не покидала своих основ, и никогда не было осквернено тело ее, то она должна оставаться единой; большим и богатым домом для всех. Христос не настолько беден, чтобы покупать своею кровью только лишь какую-то отдельную ее часть. Церкви Божии воздвигаются повсюду от востока до запада».

### «Paraenesis ad Poenitentiam или Призыв к покаянию»
Наряду с этими тремя посланиями сохранилась написанная святым Пасианом небольшая работа под названием «Paraenesis ad Poenitentiam или Призыв к покаянию».
В первой ее части он перечисляет грехи, требующие по канонам сурового искупления в виде публичного покаяния: идолопоклонство, убийство и нечистоту; и показывает чудовищность и мерзость каждого из них.
Во второй части он обращается к тем грешникам, которые из стыда или страха перед предписанным покаянием, не признаются в своих преступлениях. Он называет их позорно робкими и застенчивыми, для того, чтобы делать добро, после того, как были смелыми и дерзкими, совершая грех. Пасиан пишет: «Не содрогаетесь ли вы, прикасаясь к святым тайнам, и выставляя свою нечистую душу в святом месте, на глаза ангелам, и Самому Богу так, как если бы вы были невиновны».
Пасиан напоминает о судьбе Оза, пораженного за нечестивое прикосновения к Ковчегу, (2 Царств 6) и слова апостола Павла (1-е Коринфянам 27-30) добавляя: «Разве вы не содрогаетесь, когда слышите, что будете виновны против Тела и Крови Господней? Повинный в пролитии крови человека и не покаявшийся не может приобщиться не осквернив Даров. Чего вы достигаете, обманывая священника, или скрывая часть своего греха?… Человек приходит к врачу, чтобы показать свои болячки… Будет ли он скрывать раны свои от Господа, который протягивает свою руку, чтобы исцелить их?».
В третьей части Пасиан обращается к тем, кто полностью признался в своих грехах, но боится тяжести покаяния. Он сравнивает их с умирающими, которые не имеют мужества принять лекарство, которое восстановило бы их здоровье, и говорит: «Они кричать, вот я болен, я ранен, но я не будут лечиться».
Сожалея о таком поведении, он предлагает им в качестве примера покаяние царя Давида. Жизнь кающегося он описывает следующими словами: «Он должен покаяться на глазах у всей церкви, одеться в рубище, оплакать свой грех, поститься, совершать поклоны, отказаться от ванны и других изысков. Если его пригласят на праздник, он должен говорить, что такие приглашения для тех, кто имел счастье не согрешить, а я обидел Господа и нахожусь в опасности погибнуть за все то, что я совершил. Кроме того, он должен просить о молитве нуждающихся, вдов и вообще всю Церковь, приложить все усилия к тому, чтобы избежать погибели».
Пасиан, призывая согрешивших к покаянию, напоминает им об ужасах ада, рисуя страшную картину, подобную извержению Везувия и Этны.

### Проповедь «О Крещении»
Еще одной из сохранившихся работой святого Пасиана является проповедь «О Крещении», в которой он пишет о том, что посредством этого таинства, человек возрождается от первородного греха к вечной жизни. К объяснению смысла совершенного таинства, Пасиан добавляет призыв к принявшим его постараться сохранить, полученное благодаря крещению освобождение от грехов, и, отрекшись от дьявола, не возвращаться к прежней греховной жизни.
«Держите поэтому, усиленно, то, что вы получили, сохраняйте это добросовестно, не грешите больше, держите себя чистыми и будьте безупречными в течение дня ради нашего Господа».
Известно, так же, еще об одной работе святого Пасиана, написанной против игры в «оленя» и высоко оцененную блаж. Иеронимом, но к сожалению, она не сохранилась. Предполагается, что она была направлена против отголосков языческих культов, выражавшихся в проведении маскарадов, во время которых мужчины переодевались в костюмы животных. Некоторые христиане, вероятно, принимали участие в этих празднествах, что и вызывало озабоченность святого Пасиана, и подвигло его на написание книги против участия христиан в идолопоклонстве. Однако книга имела обратный эффект и лишь привлекла повышенное внимание к описанному языческому культу, о чем сам Пасиан с сожалением пишет в начале своего «Призыва к покаянию».
Труды святого Пасиана, написанные на латыни, к сожалению, никогда не переводились на русский язык. Именно поэтому его имя мало знакомо в России. Однако, на святого Пасиана, как на неоспоримый церковный авторитет, ссылались многие русские ученые богословы, при обсуждении вопросов, связанных с темами, затронутыми в его сочинениях.

## Смерть
Умер святой Пасиан в годы правления императора Феодосия (ок. 390 года) в очень преклонном возрасте. Считается, что его святые мощи почивают под алтарем, освященного в его честь предела, в одном из старейших барселонских храмов — церкви святых Жюста и Пастора.